# Понте ала Муса (Тревизо)
Понте ала Муса је насеље у Италији у округу Тревизо, региону Венето.
Према процени из 2011. у насељу је живело 110 становника. Насеље се налази на надморској висини од 27 м.